# Onze Lieve Vrouw Koningin van de Vrede
De O.L. Vrouw Koningin van de Vredekerk (ook Vredeskerk genoemd) is een voormalige parochiekerk aan de Ringbaan-West te Tilburg. De kerk is ontworpen door architect Harrie Pontzen en werd in 1954 in gebruik genomen.
Het is een kleine, gedrongen basiliek met stijlkenmerken van de Bossche School. Een echte toren ontbreekt. De enige klok hing in een klokkenstoel bij het koor. Het meest in het oog springende onderdeel is de achthoekige doopkapel noordelijk van de hoofdingang.
Het gebouw is sinds 2010 niet meer in gebruik als parochiekerk. Het heeft nog even dienst gedaan tijdens de restauratie van de Goirkese kerk. De kerk is in 2015 definitief gesloten en nadien door Bedaux de Brouwer-architecten omgebouwd tot een complex van 39 kleine woningen.